# NK Dob
Nogometni klub Dob (tiếng Việt: Câu lạc bộ bóng đá Dob), thường hay gọi NK Dob hoặc đơn giản Dob, hiện tại có tên gọi Roltek Dob vì lý do tài trợ, là một câu lạc bộ bóng đá Slovenia thi đấu ở thị trấn Dob gần Domžale. Hiện tại đội đang thi đấu ở Giải bóng đá hạng nhì quốc gia Slovenia. Câu lạc bộ được thành lập năm 1961.

## Sân vận động
Dob thi đấu ở Công viên Thể thao Dob (tiếng Slovene: Športni park Dob), nằm ở Dob. Sân có sức chứa 400 khán giả.

## Đội hình hiện tại
Tính đến ngày 9 tháng 1 năm 2020

Ghi chú: Quốc kỳ chỉ đội tuyển quốc gia được xác định rõ trong điều lệ tư cách FIFA. Các cầu thủ có thể giữ hơn một quốc tịch ngoài FIFA.
| Số | VT | Quốc gia | Cầu thủ                |
| -- | -- | -------- | ---------------------- |
| —  | TM | Slovenia | Tadej Avsec            |
| —  | TM | Slovenia | Matic Čretnik          |
| —  | TM | Slovenia | Gašper Tratnik         |
| —  | HV | Slovenia | Žiga Avbelj            |
| —  | HV | Slovenia | Matic Funtek           |
| —  | HV | Slovenia | Tibor Gorenc Stankovič |
| —  | HV | Slovenia | Mario Guberac          |
| —  | HV | Slovenia | Adriano Mladenovič     |
| —  | HV | Slovenia | Tadej Rems             |
| —  | HV | Slovenia | Dino Suljevič          |
| —  | HV | Slovenia | Žan Zupančič           |
| —  | TV | Slovenia | Gašper Hrovat          |

| Số | VT | Quốc gia             | Cầu thủ                       |
| -- | -- | -------------------- | ----------------------------- |
| —  | TV | Slovenia             | Domen Jugovar                 |
| —  | TV | Slovenia             | Igor Kondič                   |
| —  | TV | Slovenia             | Klemen Kunstelj (đội trưởng)  |
| —  | TV | Slovenia             | Nejc Levec                    |
| —  | TV | Áo                   | Dino Mušija (mượn từ Domžale) |
| —  | TV | Bosna và Hercegovina | Albert Račić                  |
| —  | TV | Slovenia             | Kristijan Šipek               |
| —  | TV | Slovenia             | Dino Zenković                 |
| —  | TĐ | Slovenia             | Luka Gajič                    |
| —  | TĐ | Slovenia             | Denis Petrovič                |
| —  | TĐ | Slovenia             | Erwin Tiganj                  |
| —  | TĐ | Slovenia             | Andraž Žinič                  |

## Danh hiệu
- Giải bóng đá hạng nhì quốc gia Slovenia: 1

2013-14
- MNZ Ljubljana Cup: 2

2009-10, 2015-16

## Lịch sử giải đấu kể từ năm 1991
| Mùa giải  | Giải vô địch             | Thứ hạng |
| --------- | ------------------------ | -------- |
| 1991-92   | MNZ Ljubljana (cấp độ 3) | thứ 5    |
| 1992-93   | MNZ Ljubljana (cấp độ 4) | thứ 4    |
| 1993-94   | MNZ Ljubljana (cấp độ 4) | thứ 6    |
| 1994-95   | MNZ Ljubljana (cấp độ 4) | thứ 5    |
| 1995-96   | MNZ Ljubljana (cấp độ 4) | thứ 9    |
| 1996-97   | MNZ Ljubljana (cấp độ 4) | thứ 11   |
| 1997-98   | MNZ Ljubljana (cấp độ 4) | thứ 4    |
| 1998-99   | 3. SNL - Centre          | thứ 6    |
| 1999-2000 | 3. SNL - Centre          | thứ 9    |
| 2000-01   | 3. SNL - Centre          | thứ 8    |
| 2001-02   | 3. SNL - Centre          | thứ 4    |
| 2002-03   | 3. SNL - Centre          | thứ 4    |
| 2003-04   | 3. SNL - Centre          | thứ 8    |
| 2004-05   | 3. SNL - Tây             | thứ 5    |
| 2005-06   | 3. SNL - Tây             | thứ 8    |
| 2006-07   | 3. SNL - Tây             | thứ 5    |
| 2007-08   | 3. SNL - Tây             | thứ 12   |
| 2008-09   | 3. SNL - Tây             | thứ 7    |
| 2009-10   | 3. SNL - Tây             | thứ 2    |
| 2010-11   | 2. SNL                   | thứ 6    |
| 2011-12   | 2. SNL                   | thứ 2    |
| 2012-13   | 2. SNL                   | thứ 2    |
| 2013-14   | 2. SNL                   | thứ 1    |
| 2014-15   | 2. SNL                   | thứ 3    |
| 2015-16   | 2. SNL                   | thứ 5    |
| 2016-17   | 2. SNL                   | thứ 2    |
| 2017-18   | 2. SNL                   | thứ 10   |
| 2018-19   | 2. SNL                   | thứ 8    |

1. ↑  Won play-off but couldn't obtain a licence for Giải bóng đá vô địch quốc gia Slovenia.
2. 1 2 3  Declined promotion to Giải bóng đá vô địch quốc gia Slovenia.